# ميكائيل أندرسون (لاعب هوكي جليد)
ميكائيل أندرسون (بالسويدية: Mikael Andersson)‏ هو لاعب هوكي جليد سويدي، ولد في 10 مايو 1966 في مالمو في السويد.

## وصلات خارجية
- ميكائيل أندرسون على موقع دوري الهوكي الوطني (الإنجليزية)
- ميكائيل أندرسون على موقع قاعة مشاهير الهوكي (لاعب أن.إتش.أل) (الإنجليزية)
- ميكائيل أندرسون على موقع EliteProspects.com (الإنجليزية)
- ميكائيل أندرسون على موقع Eurohockey.com (الإنجليزية)
- ميكائيل أندرسون على موقع HockeyDB.com (الإنجليزية)
- ميكائيل أندرسون على موقع Hockey-Reference.com (الإنجليزية)
- ميكائيل أندرسون على موقع أوليمبيديا (الإنجليزية)
- ميكائيل أندرسون على موقع اللجنة الأولمبية السويدية (السويدية)